# Ночная жара
«Ночная жара» (англ. Night Heat) — канадский телевизионный сериал о полицейских, транслировавшийся с 1985 по 1989 год. Одним из создателей сериала был бывший сотрудник полиции Нью-Йорка Сонни Гроссо, проработавший детективом 25 лет. По задумке Гроссо, сериал показывался исключительно ночью и реалистично изображал работу полицейских. «Ночная жара» стала первым полностью канадским сериалом, транслировавшимся в США и также первым сериалом такой направленности, который транслировался на американском телевидении поздней ночью.
В двух эпизодах («Crossfire» и «Necessary Force») снялся знаменитый голливудский актёр Киану Ривз, в обоих в ролях молодых мелких преступников.

## Сюжет
Скотт Хайлендс и Джефф Уинкотт играют роли полицейских детективов, работающих в ночную смену в безымянном мегаполисе где-то в Северной Америке Журналист Кирквуд записывает хроники их расследований для своей колонки под названием «Ночная жара» в одной из газет.

## В ролях
- Кевин «О. Б.» О’Брайан (Скотт Хайлендс) — один из главных героев, опытный и слегка циничный детектив.
- Фрэнк Джамбоне (Джефф Уинкотт) — детектив, напарник О’Брайана.
- Том Кирквуд (Аллан Ройал[англ.]) — журналист, работающий с О’Брайаном и Джамбоне. Пишет хроники о ночной работе полиции.